# Svenska Elfordonsföreningen SWEVA
Svenska Elfordonsföreningen SWEVA (Swedish electric and hybrid vehicle association) var en elfordonsfrämjande ideell förening som bildades 1990, då under namnet Svenska Elfordonssällskapet (SEFOS) . År 2013 gick föreningen upp i intresseorganisationen Power Circle, som i sin verksamhet om svensk el och elkraftteknik driver elfordonsfrågorna vidare.
SWEVA:s medlemsgrupper var företag från främst el-, bil- och transportbranscherna, samt kommuner och myndigheter som samtliga var intresserade av utveckling, introduktion och användning av eldrivna vägfordon i Sverige. Ett viktigt fokus var informationsverksamhet mellan medlemmarna, intressenter och externt. SWEVA blev ett samrådsforum om elfordonsprojekt i Sverige under 1990-talet och början av 2000-talet. SWEVA tog under 1990-talet initiativ till konferensen Miljöbil som utvecklades till konferensserierna Nordisk Miljöbil och Clean Vehicles and Fuels i olika städer i Norden. Dessa konferenser arrangerades i samarbete med flera olika miljöfordonsorganisationer. Överskottet från Clean Vehicles and Fuels har bidragit till finansieringen för den fortsatta driften av miljöfordonsportalen www.miljofordon.se.
SWEVA arrangerade ett flertal studieresor till de internationella konferenserna i EVS-serien (Electric Vehicle Symposium) i Europa, Amerika och Asien. SWEVA var svensk representant i den europeiska elfordonsorganisationen AVERE som är en av arrangörsorganisationerna till EVS- konferenserna.
Demonstrationsrallyt mELarloppet för elbilar arrangerades 1993 och ett flertal gånger därefter, med rutt helt eller delvis runt Mälaren och målgång i Stockholm. I samband med mELarloppet år 1995 registrerades till Guinness rekordbok ett rekord för största antal (87 st) eldrivna vägfordon i användning på samma plats.